# Grafo inverso
En teoría de grafos, el grafo inverso de un grafo dirigido es otro grafo (dirigido), conformado por el mismo conjunto de vértices, y con todas aristas o arcos del grafo original pero en sentido opuesto.
Este tipo de grafos no debe confundirse con el grafo complemento. Si dos vértices de un grafo no están conectados por aristas, el grafo inverso conservará dicha ausencia de aristas, mientras que el grafo complemento los conectará con aristas en ambos sentidos. Asimismo, si dos vértices de un grafo dirigido están conectados en ambos sentidos, el grafo inverso conservará dichas aristas, mientras que el grafo complemento eliminará las aristas entre ambos vértices.

## Definición formal
Dado un grafo dirigido {\displaystyle G=(V,E)}, con {\displaystyle V} su conjunto de vértices y {\displaystyle E} su conjunto de aristas o arcos, el grafo inverso de {\displaystyle G} es el grafo {\displaystyle G'=(V',E')} definido por:
- {\displaystyle V'=V},
- {\displaystyle E'=\{(i,j)\in V\times V\mid (j,i)\in E\}}.